# Betws Gwerfil Goch
Betws Gwerfil Goch (walisisch: Betws Gwerful Goch [Ausspracheⓘ]; auch Bettws Gwerfil Goch) ist ein Dorf und eine Community in der walisischen Principal Area Denbighshire. Die Community hatte beim Zensus 2011 351 Einwohner.

## Geographie

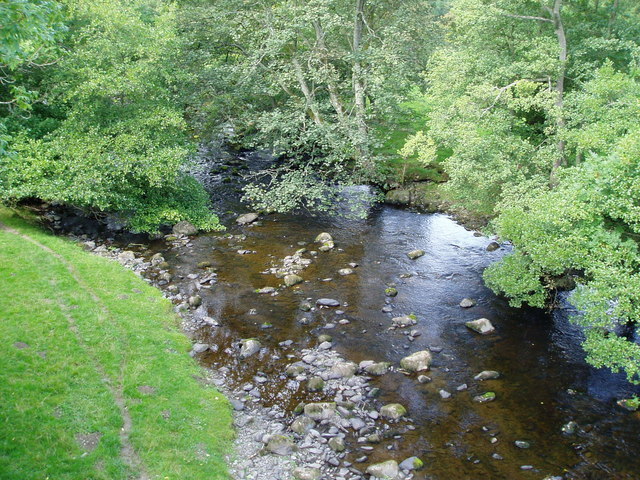
Der River Alwen nahe Betws Gwerfil Goch

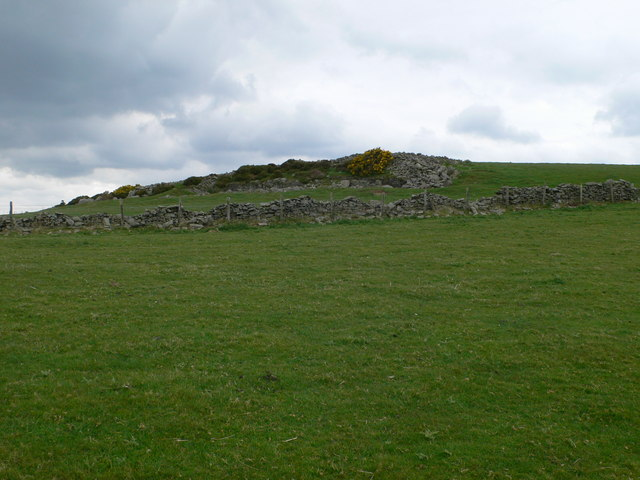
Blick auf den Mynydd Rhyd Ddu

Das Dorf liegt in Nordwales auf gut 200 Metern Höhe, wobei es innerhalb eines Tales in U-Form liegt, das von einem kleinen Zufluss des River Alwen erschaffen wurde. Es ist im Westen und Osten umsäumt von Bergen; Teile des Dorfes wie die Kirche liegen zudem auf einem Felssporn. Innerhalb der Community verlaufen Teile der Flüsse River Clwyd und River Alwen. Zudem befinden sich neben mehreren weiteren Dörfern auch vereinzelt relativ hohe Erhebungen im Gebiet, die höchste davon ist der 389 Meter hohe Hügel Mynydd Rhyd Ddu an der südöstlichen Grenze.
Die Community Betws Gwerfil Goch selbst liegt dabei im Südwesten von Denbighshire an der Grenze zu Conwy County Borough. Folglich hat die Community auch gemeinsame Grenzen mit zwei Communitys in Conwy, namentlich Llanfihangel Glyn Myfyr im Westen und Llangwm im Südwesten. Alle anderen Grenzen verlaufen innerhalb von Denbighshire: im Norden mit Clocaenog, im Nordosten mit Derwen, im Osten mit Gwyddelwern und im Süden mit Corwen. Politisch gesehen gehört Betws Gwerfil Goch zur Principal Area Denbighshire und liegt im Ward Efenechtyd. Hinsichtlich der Wahlkreise gehört die Community damit zum britischen Wahlkreis Clwyd West beziehungsweise zum gleichnamigen walisischen Wahlkreis.

## Geschichte
Bereits im 1284 wurde erstmals die St Mary’s Church erwähnt, die allerdings bereits 1254 als Ecc’a de betos sowie 1291 als Bettus Guerfyl bezeichnet wurde. Die Kirche wurde eventuell bereits im 12. Jahrhundert von einer gewissen Gwerfyl oder Gwerfyl Goch gegründet, die eine Tochter von Cynan ab Owain war. Eventuell wurde die Kirche aber auch noch früher als Pilgerkirche gegründet und dabei der Heiligen St. Elian gewidmet. Vom Namen der Kirche dürfte sich auch der Ortsname ableiten, der somit übersetzt in etwa Kapelle der Gwerfyl Goch lautet. Betws Gwerfil Goch gehörte früher zum Merionethshire, genauer gesagt zum dortigen Corwen District.
Zum Ende des 17. Jahrhunderts beschrieb Edward Lhuyd Betws Gwerfil Goch als kleines Dorf mit einem wöchentlichen Markt und einer dreimal im Jahr stattfindenden Kirmes, die bis zum 18. Jahrhundert im Kirchhof stattfanden. Anfang der 1870er-Jahre wurde das Dorf im Imperial Gazetteer of England and Wales als „kleines Dorf und Gemeinde“ betitelt, die politisch zwar zum Merionethshire gehörte, kirchlich gesehen aber zu St Asaph. Abgesehen von der Kirche haben auch einige weitere Bauwerke wie Häuser und eine Brücke aus den vergangenen Jahrhunderten die Zeit überdauert. 1974 wurde das Dorf der Verwaltungsgrafschaft Clwyd zugeschrieben, seit deren Auflösung anno 1994 gehört es zu Denbighshire.
Einwohnerzahlen
| Jahr      | 1801 | 1811 | 1821 | 1831 | 1841 | 1851 | 1861 | 1871 | 1881 | 1891 | 1901 | 1911 | 1921 | 1931 | 1941 | 1951 | 1961 | 1971 | 1981 | 1991 | 2001 | 2011 |
| --------- | ---- | ---- | ---- | ---- | ---- | ---- | ---- | ---- | ---- | ---- | ---- | ---- | ---- | ---- | ---- | ---- | ---- | ---- | ---- | ---- | ---- | ---- |
| Einwohner | 241  | 234  | 273  | 273  | 279  | 256  | ?    | 252  | 273  | 252  | 251  | 232  | 197  | 204  | ?    | 138  | 155  | ?    | ?    | ?    | ?    | 351  |

## Verkehr
Im Norden der Community verläuft die Straße B5105. Zudem hält in Betws Gwerfil Goch auch eine Buslinie, die zwischen Corwen und Melin y Wig verläuft.

## Bauwerke

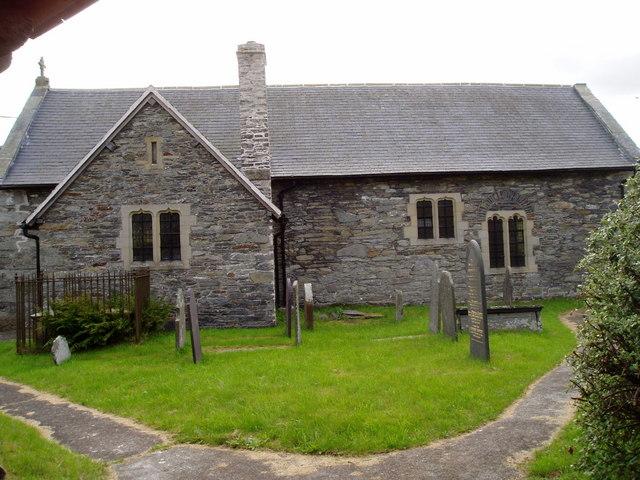
Die St Mary’s Church

Innerhalb der Community stehen 16 Gebäude, die in die Statutory List of Buildings of Special Architectural or Historic Interest aufgenommen wurden. Der Großteil sind Grade II buildings, mit der Church of St Mary hat die Community aber auch ein Grade II* building. Die Kirche stammt, wie oben beschrieben, aus dem Mittelalter und wurde aus Schiefer, Kies und Baukalk erbaut. Im Laufe der Zeit wurden verschiedene Teile der Kirche angebaut beziehungsweise erneuert; in den 1880er-Jahren wurde die Kirche komplett renoviert.